# ريما البرغوثي
ريما البرغوثي قاصة وفنانة تشكيلية فلسطينية تحمل الجنسية الأردنية ولدت ونشات في دمشق حصلت على إجازة في علم المكتبات (وزارة التعليم العالي - جامعة دمشق) ثم انتسبت إلى المعهد العالي للفنون المسرحية وحصلت على إجازة في (النقد والأدب المسرحي - وزارة الثقافة) ثم انتقلت إلى المملكة الأردنية الهاشمية حيث عملت في إحدى المدارس الخاصة في قسم الأنشطة وحصلت على جوائز عدة كأفضل عرض مسرحي تخصصت في أدب الأطفال (قصة - مسرح - أغاني) إذ إنها تكتب للفئتين العمريتين: الثانية (من 6 إلى 8 سنوات) والثالثة (من 8 إلى 16 سنة). نشرت عددا من القصص، قامت برسم شخوص قصصها بنفسها كما تعاونت مع بعض الكتاب في رسم شخوص قصصهم، تعاونت مع شركة بواكير عالم الطفولة في كتابة منهاج لتعليم رياض الأطفال، لها محاولات شعرية نشرت عددا من القصائد في بعض المواقع الإلكترونية، ولها هوايات أخرى: غناء، ديكور مسرحي وصناعة الدمى.

## شهادات
- إجازة في علم المكتبات، جامعة دمشق.
- إجازة في النقد والأدب المسرحي.[2]

## مناصب
- عضو نقابة الفنانين الأردنيين.
- عضو رابطة الكتاب الأردنيين.
- عضو الإتحاد العام للأدباء و الكتاب العرب.
- أمين صندوق الفرقة الأردنية لمسرح الطفل.[4]

## آراء
ترى الكاتبة المتخصصة بأدب الأطفال ريما البرغوثي أن وسائل التكنولوجيا لم تؤثر على حاجة الأطفال للقراءة، فعلى الرغم من الثورة التكنولوجية، فطفل هذه الأيام ما زال ذاك الطفل الذي يبحث عن الإثارة والتشويق، وذلك لتمتعه بالبراءة والشفافية. كما أن لديه حب النظر وقراءة القصص التي تحوي الشخصيات البطولية المحببة والقصص والتي تكون شخصياتها على ألسنة الحيوانات مطالبة المؤسسة الثقافية الرسمية بمزيد من الاهتمام بأدب الطفل، وإنَ ما يميز أدب الأطفال عن غيره من أنواع الأدب هو بساطة اللغة وشفافيتها وعذوبة ألفاظها، لتدخل إلى عالم الطفل وعقليته، ولتكون أقرب إلى قاموسه اللغوي المحدود، كما يتميز أدب الأطفال باحتوائه على عنصري التشويق الإثارة وحس المغامرة واستخدام الخيال، وهي وسيلة مهمة لتنمية قدراته تربويا وتعليميا وفكريا، ولتستفز عقله وتحفزه على الإبداع وحب الاستكشاف.

## مؤلفات
| العنوان                                       | اللغة          | الناشر             | سنة النشر | عدد الصفحات | الرقم الدولي           | المصدر               |
| --------------------------------------------- | -------------- | ------------------ | --------- | ----------- | ---------------------- | -------------------- |
| حكايات سامر وفلة- حكاية سامر                  | عربي - إنجليزي | دار الأسرة         | 2019      | لايوجد      | (ردمك 9789957362713)   | [ 5 ]                |
| حكايات سامر وفلة                              | عربي - إنجليزي | دار الأسرة         | 2019      | 80          | (ردمك 9789957362713)   | [ 6 ] [ 7 ] [ 8 ]    |
| قصص واحة الاطفال الاسلامية                    | العربية        | دار الأسرة للأعلام | 2018      | 160         | (ردمك 9789957731557)   | [ 9 ]                |
| حكايات ماسا ولورا                             | عربي - إنجليزي | دار الأسرة         | 2017      | 80          | (ردمك 9789957363437)   | [ 10 ] [ 11 ]        |
| كل يوم حكاية                                  | عربي - إنجليزي | دار عالم الثقافة   | 2015      | 160         | (ردمك 9789957730932)   | [ 12 ]               |
| ميمون والمغارة                                | عربي - إنجليزي | دار عالم الثقافة   | 2013      | لا يوجد     | لا يوجد                | [ 13 ]               |
| حكايات سبانكي                                 | عربي - إنجليزي | دار الأسرة         | 2011      | 80          | (ردمك 139789957362744) | [ 14 ] [ 15 ] [ 16 ] |
| حكايات سبانكي- الشتاء الحزين                  | عربي - إنجليزي | دار عالم الثقافة   | 2013      | لا يوجد     | لا يوجد                | [ 17 ]               |
| قصص كان في قديم الزمان- نادين والأقزام السبعة | عربي - إنجليزي | دار الأسرة         | 2007      | 80          | (ردمك 97899957361006)  | [ 18 ]               |
| سالي والأمير                                  | عربي - إنجليزي | دار عالم الثقافة   | 2013      | لا يوجد     | لا يوجد                | [ 19 ]               |
| رامي المشاكس                                  | عربي - إنجليزي | لا يوجد            | 2013      | لا يوجد     | لا يوجد                | [ 20 ]               |
| سلسلة قصص كان في قديم الزمان- خالد والضبع     | عربي - إنجليزي | دار عالم الثقافة   | 2007      | 80          | لا يوجد                | [ 21 ]               |
| شروق والأمير فارس                             | عربي - إنجليزي | لا يوجد            | 2013      | لا يوجد     | لا يوجد                | [ 22 ]               |